# Vneorbitnye
Vneorbitnye (in russo Внеорбитные?, Oltre l'orbita) è il terzo singolo della cantante russa Julianna Karaulova, pubblicato il 9 dicembre 2015 su etichetta discografica Zion Music. Vneorbitnye è inclusa nell'album di debutto di Julianna, Čuvstvo Ju.
Il singolo ha raggiunto il nono posto della classifica radiofonica russa e il centotrentottesimo posto della classifica radiofonica ucraina.

## Tracce
Download digitale
1. Vneorbitnye – 3:01

## Classifiche
| Classifica (2015) | Posizione massima |
| ----------------- | ----------------- |
| Russia            | 9                 |
| Ucraina           | 138               |